# Разон, Яаков
Яаков Разон (греч. Ιακώβ Ραζόν, Салоники, Греция, 2 февраля 1921 г. — 9 июля 1997 г.) — греческий боксёр еврейского происхождения, переживший Холокост. Являлся одним из выживших узников концентрационного лагеря Освенцим, где был вынужден ради сохранения своей жизни участвовать в боксёрских поединках со смертельным исходом против других заключенных для развлечения лагерной охраны.

## Биография
Разон родился в Салониках, Греция. Третий сын Авраама и Эстер Разон. Его отец управлял крупной табачной компанией.
С 1935 года Разон вместе с Саламо Арухом начал тренироваться в спортивной команде Maccabi Thessaloniki, в составе которой выиграл чемпионат Греции по боксу 1939 года. По данным издания Sports in Greece две трети лучших боксеров Салоников принадлежали к этой команде. Пресса называла Разона «Маленьким Джо Льюисом» из-за силы его ударов и большого количества боев, которые он выиграл нокаутом.
Разон также был вратарём футбольного клуба «Олимпиакос» из Салоник, игравшего в греческой национальной лиге.

## Период Холокоста
После начала Второй Мировой Войны Разон вступил в ряды греческой армии. После оккупации Греции был пойман при попытке диверсии против немцев. Он был заключен в тюрьму гестапо, где подвергался избиениям и жестоким пыткам около четырёх месяцев. Примерно через неделю после выхода из тюрьмы, 6 апреля 1943 года, его в числе других евреев из гетто в Салониках депортировали в Освенцим. При распределении он был помещен в Аушвиц III Моновиц, также известный как трудовой лагерь Буна.
Комендант лагеря, узнав о спортивном прошлом Разона, заставил его участвовать в боксёрских боях на любительском ринге Освенцима (а позднее — заниматься их организацией и тренировать других боксёров). Бои обычно длились до тех пор, пока один из бойцов больше не мог встать, или пока нацисты не уставали смотреть. Проигравшего казнили. Разон провёл в различных концлагерях около 120 боёв, победив во всех.
Из-за своего привилегированного положения (Разон работал на лагерной кухне и получал дополнительное питание) он приобрёл возможность помогать другим заключённым. Разон воровал еду с кухни, подкармливал заключённых и обменивал её на разные необходимые вещи, которые раздавал своим друзьям в лагере, помогая им выжить.
В конце войны Разон Маршем смерти был отправлен в лагерь Дора-Миттельбау через лагерь Гляйвиц, а позднее в Берген-Бельзен, откуда был освобождён британской армией.

## После войны
После возвращения в Грецию Разон до 1946 года жил в Афинах.
Женился на бывшей узнице концлагеря Берген-Бельзен.
Возглавил группу из 356 евреев, переживших Холокост, которые хотели нелегально иммигрировать в Палестину под британским мандатом. Они отплыли из Греции с целью прибыть в порт Хайфы, но корабль был остановлен в Средиземном море Королевским флотом. Иммигранты попытались оказать вооружённое сопротивление, которое было подавлено. Разон был депортирован на Кипр, где был заключён в тюрьму на несколько месяцев.
В конце 1946 года иммигрировал в Израиль.
В составе Армии обороны Израиля участвовал в Войне за независимость Израиля.
Разон был одним из основателей организации греческих иммигрантов, переживших Холокост.

## Признание и память
В 1989 году вышел фильм «Триумф духа», повествующий о жизни друга детства Яакова Разона Саламо Аруха. Разон утверждал, что фильм на самом деле рассказывает историю его собственной жизни. При этом Яаков (Жако) Разон является второстепенным персонажем фильма (его роль исполнил Карио Салем). По сюжету, после того, как Арух последовательно теряет всех своих близких (кроме невесты), немецкий офицер вынуждает его драться с Разоном. Арух отказывается из-за плохого физического состояния Разона и явно неравных шансов для последнего, после чего немец убивает Разона.
Разон подал в суд иск на сумму, превышающую 20 миллионов долларов США, к продюсерам фильма и Аруху. Дело было урегулировано во внесудебном порядке с выплатой Разону 30 тысяч долларов США.
29 июня 1995 г. Разон дал интервью Фонду Шоа в Тель-Авиве, продолжительностью 1 час 49 минут. Разговор велся на иврите.
В 2007 году на Церемонии зажжения маяка в Международный день памяти жертв Холокоста одним из факелоносцев была Джеки Хэндли, которую Разон взял под свою опеку в Освенциме, благодаря чему она смогла выжить.
16 апреля 2015 года на Церемонии в Яд ва-Шем Разон был удостоен награды Jewish Rescuers Citation за помощь другим евреям во время Холокоста.